# Baranyay Jusztin
Baranyay Jusztin (Várpalota, 1882. december 3. – Pannonhalma, 1956. június 21.) római katolikus pap, ciszterci szerzetes, egyházjogász, a Budapesti Egyetem Hittudományi Karának tanára.

## Élete
A budapesti Bernardinumban volt tanár és igazgató, 1925-től pedig a Pázmány-egyetem hittudományi karán az egyházjog tanára. A Központi sajtóvállalat egyik alapítója. 1929/30-ban és 1934/35-ben a hittudomány kar dékánja. 1949 és 1956 között politikai okokból szabadságvesztést szenvedett el. 1956 elején szabadult, de még abban az évben elhunyt 73 éves korában.

## Művei
- Tervezet a hatéves (theológiai) tanf. tárgyában. Budapest, 1930.
- A kánoni jog szerepe. Budapest, 1941.
- A törvényelemzés alapproblémái a C. J. C-ban. Budapest, 1941